# Герб Анадії
Ге́рб Ана́дії — офіційний символ містечка Анадія, Португалія. Використовується як територіальний герб. У чорному щиті срібний виноградний кущ із роздвоєними гілками, на яких висять пурпурні грона винограду. Над кущем розміщено чотири зелені виноградні листки. Щит увінчує срібна мурована містечкова корона з чотирма вежами.  Під щитом біла стрічка, на якій великими літерами напис португальською: «Anadia» (Анадія).  Офіційно затверджений 1 червня 1959 року.  Символізує виноробство, основну галузь господарства регіону.

## Галерея

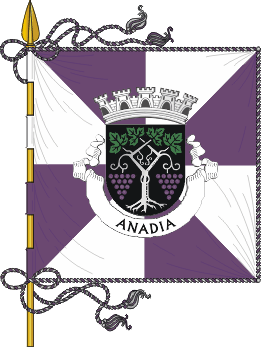
Прапор